# 교즈카역
교즈카역(일본어: 経塚駅)은 일본 오키나와현 우라소에시에 있는 오키나와 도시 모노레일의 철도역으로, 역 번호는 17이다. ’우라소에시로 이어지는 첫 모노레일 역’(浦添市へ続く初めてのモノレール駅)이다.

### 승강장
| 1 | ■ 오키나와 도시 모노레일 선 | 데다코우라니시 방면 |
| 2 | ■ 오키나와 도시 모노레일 선 | 나하공항 방면       |

## 역의 역사
- 2012년 1월 25일 - 교즈카역(가칭)을 포함한 연장구간의 궤도사업특허가 인가됨[4]
- 2013년 11월 2일 - 연장구간의 기공식 실시[5]
- 2014년 12월 26일 - 역명이 '교즈카역'으로 정식 결정[6]
- 2019년 10월 1일 - 슈리 역 - 데다코우라니시 역 간 연장노선이 개통되어, 당역 영업 개시[7]

## 인접한 역들
| 오키나와 도시 모노레일 선 | 오키나와 도시 모노레일 선 | 오키나와 도시 모노레일 선          |
| ------------------------- | ------------------------- | ---------------------------------- |
| 이시미네 나하공항 방면    |                           | 우라소에마에다 데다코우라니시 방면 |